# Sense rastre (pel·lícula de 2020)
Sense rastre (originalment en anglès, The Vanished) és una pel·lícula de thriller psicològic estatunidenca de 2020 escrita i dirigida per Peter Facinelli. És protagonitzada per Thomas Jane, Anne Heche, Jason Patric i Facinelli i explica la història d'una parella que es proposa trobar la filla que havia desaparegut durant el seu viatge d'acampada. El 2022 es va estrenar el doblatge en català a TV3.

## Sinopsi
En Paul i la Wendy Michaelson porten la seva caravana a un càmping remot a la vora d'un llac, amb la seva filla Taylor i el seu gos Lucky. Mentre la Wendy va a la botiga del càmping a comprar provisions, en Paul parla amb la Miranda, una dona molt atractiva que està instal·lada a la parcel·la del costat. Quan la Wendy torna, el matrimoni descobreix que la Taylor ha desaparegut. El xèrif Baker i el seu ajudant Rakes organitzen els equips de cerca i al cap de 24 hores els pares en denuncien la desaparició. Els Michaelson també descobreixen que a la zona hi ha un assassí que s'ha escapat de la presó, però segons el xèrif és molt poc probable que hagi segrestat la nena. Quan en Paul i la Wendy decideixen buscar la Taylor pel seu compte, el seu malson es transforma en una espiral de terror.

## Repartiment
- Thomas Jane com a Paul Michaelson
- Anne Heche com a Wendy Michaelson
- Jason Patric com al xèrif Baker
- Peter Facinelli com a Deputy Rakes
- Aleksei Archer com a la Miranda, una dona d'uns 30 anys que crida l'atenció d'en Paul i en Tom
- Kristopher Wente com a l'Eric, el marit de la Miranda
- Sadie i KK Heim com a la Taylor, la filla de 10 anys d'en Paul i la Wendy
- John D. Hickman com a en Tom, gerent del càmping
- Alex Haydon com a en Justin, jardiner del càmping

## Producció
Al principi del desenvolupament, Laurence Fishburne s'havia considerat com a protagonista. El rodatge es va produir el febrer de 2019. La pel·lícula es va rodar a Tuscaloosa (Alabama).

## Publicació
La pel·lícula es va estrenar en sales seleccionades, en vídeo a la carta i plataformes digitals el 21 d'agost de 2020.